# Hiltrup

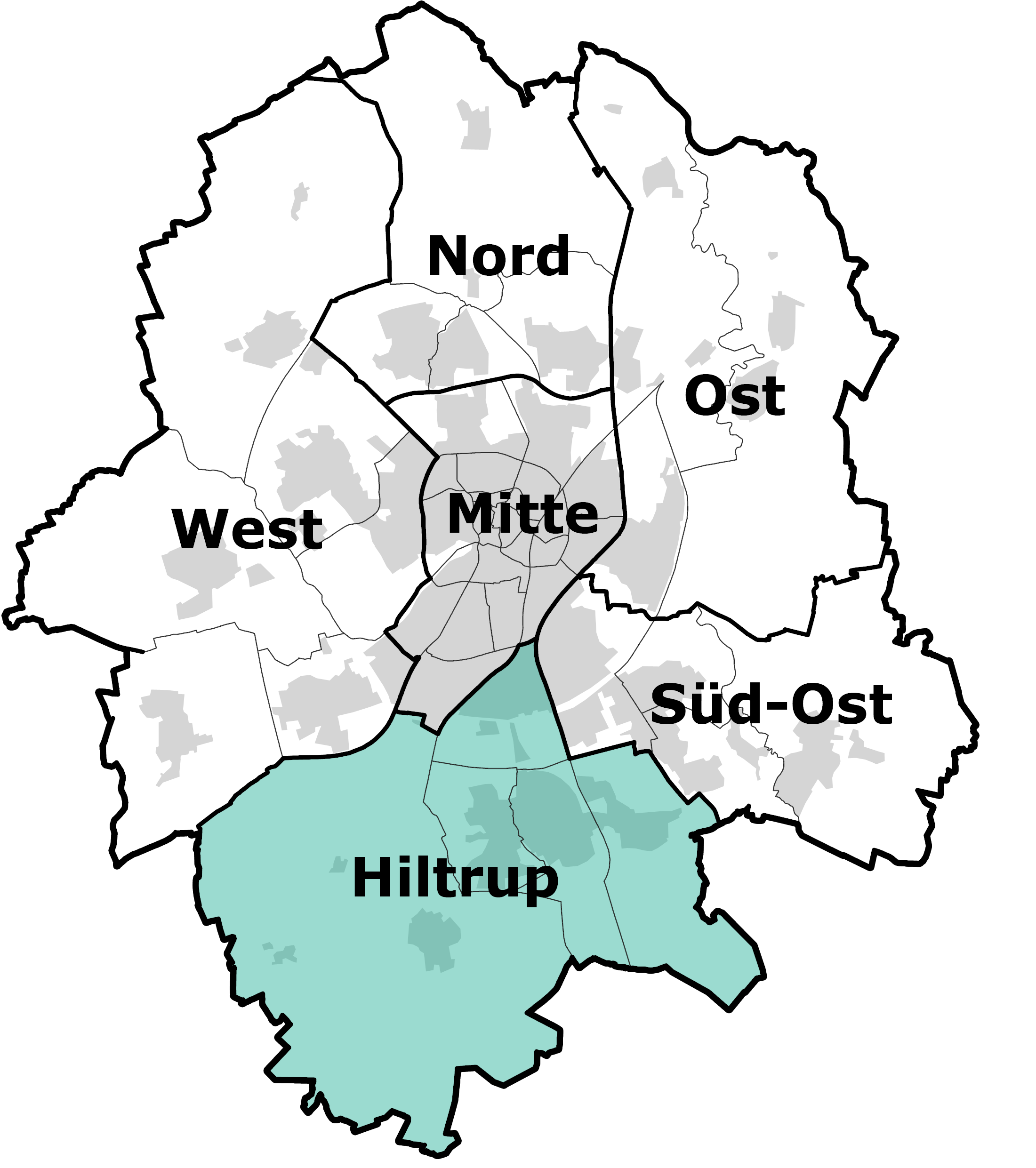
Ligging van Hiltrup binnen de stad Münster

Hiltrup is het meest zuidelijke van de zes stadsdistricten van de stad Münster in de Duitse deelstaat Noordrijn-Westfalen. Per 31 december 2019 bedroeg het aantal inwoners 38.247.

## Indeling
Het district wordt onderverdeeld in drie stadsdelen:
- Hiltrup, ten noorden van het Dortmund-Eemskanaal, circa 25.750 inwoners; de centra van dit dorp en van de stad Münster liggen bijna zeven kilometer van elkaar verwijderd.
- Berg Fidel/Vennheide, een in de jaren 1970 ontwikkelde hoogbouwwijk tussen de wijk Münster-Geist en het dorp Hiltrup, met circa 6000 inwoners.
- Amelsbüren (inclusief de gehuchten Sudhoff, Loevelingloh en Wilbrenning), ten zuiden van het kanaal, met bijna 6500 inwoners.

## Geschiedenis
De Germaanse Bructeren hebben, blijkens archeologische onderzoeksresultaten, rond het begin van de jaartelling, nabij de situering van het huidige DEK bij Hiltrup enkele boerderijen bewoond. In de 12e eeuw ontstond Hiltrup rondom de St.-Clemenskerk. Sedert 1848 heeft Hiltrup een station aan de Spoorlijn Hamm - Emden.
Amelsbüren werd in 1137 als Amuluncburen voor het eerst vermeld. In 1587 werd het door Spaanse soldaten, die hadden deelgenomen aan de Tachtigjarige Oorlog, verwoest. Een latere ramp was een grote dorpsbrand in 1816, waarna Amelsbüren negen jaar later geheel opnieuw werd opgebouwd.
In januari 1975 werd de voordien zelfstandige gemeente Hiltrup in het kader van een gemeentelijke herindeling bij de stad Münster gevoegd.
Hiltrup is na de Tweede Wereldoorlog sterk gegroeid en heeft het karakter van een zelfstandig, modern stadje ontwikkeld. De plaats beschikt over een eigen Stadthalle (concert- en evenementenhal) en een klein streekmuseum. Het muziek- en verenigingsleven is in verregaande mate onafhankelijk van dat van de rest van het Münsteraner stadsgebied.

## Infrastructuur, economie
Hiltrup vormt het zuidelijke deel van het stadsgebied van Münster. Belangrijke verkeersaders, zoals de Autobahn A1 en de Autobahn A43, die elkaar ten noordwesten van Hiltrup kruisen op Kreuz Münster-Süd, spoorlijnen naar Hamm en naar Lünen in het Ruhrgebied, en het voor de scheepvaart belangrijke Dortmund-Eemskanaal (DEK) lopen door Hiltrup.
Aan het DEK liggen op Hiltruper gebied enige havenfaciliteiten voor zowel de plezier- als de professionele vrachtscheepvaart.
BASF heeft in Münster-Hiltrup zijn hoofdkantoor en een productielocatie voor de divisie coatings. Hier werkten in 2019 circa 2.300 mensen.
Sedert 2006 is te Hiltrup de Deutsche Hochschule der Polizei, de hoogste politieacademie van geheel Duitsland, gevestigd. Reeds vanaf 1945 had hier een soortgelijk opleidingsinstituut met een iets ander statuut gezeteld.
De Landwirtschaftsverlag Münster te Hiltrup is een grote uitgeverij van vaktijdschriften op het gebied van de agrarische sector. Ze geeft echter ook het glossy tijdschrift Landlust uit, dat bij vooral kapitaalkrachtige lezers in geheel Duitsland populair is.
Nabij de kruising van de beide autosnelwegen is (ondanks vergeefse protesten van de bevolking, met name door boeren) sedert 2009 een groot, modern bedrijventerrein ontwikkeld. Hiltrup is in dit verband enkele keren op ongewenste wijze in het nieuws geweest. Eén van de hier gevestigde ondernemingen is namelijk het Duitse filiaal van een Amerikaans laboratoriumbedrijf, dat dierproeven uitvoert, wat voor dierenbeschermers aanleiding is tot, niet altijd vreedzame, protestacties.

## Bezienswaardigheden
- De uit 1160 daterende romaanse, rooms-katholieke Oude Sint-Clemenskerk te Hiltrup.
- De ecologisch waardevolle, en daarom onder natuurbescherming geplaatste, bossen van de Davert (3.000 hectare, waarvan bijna 800 ha in de gemeente Münster) en de Hohe Ward behoren tot Amelsbüren, en liggen ten zuiden, respectievelijk ten oosten van dat dorp. De Davert was altijd een tamelijk woest en onherbergzaam gebied. Daarom circuleren er in de regio veel sagen, sprookjes en spookverhalen over dit gebied.
- Sint-Sebastiaankerk, Amelsbüren (15e eeuw).
- Recreatiemeertje Hiltruper See met hotel, zwembad[4], wandel- en fietsmogelijkheden; gelegen iets ten zuiden van het DEK.

## Afbeeldingen

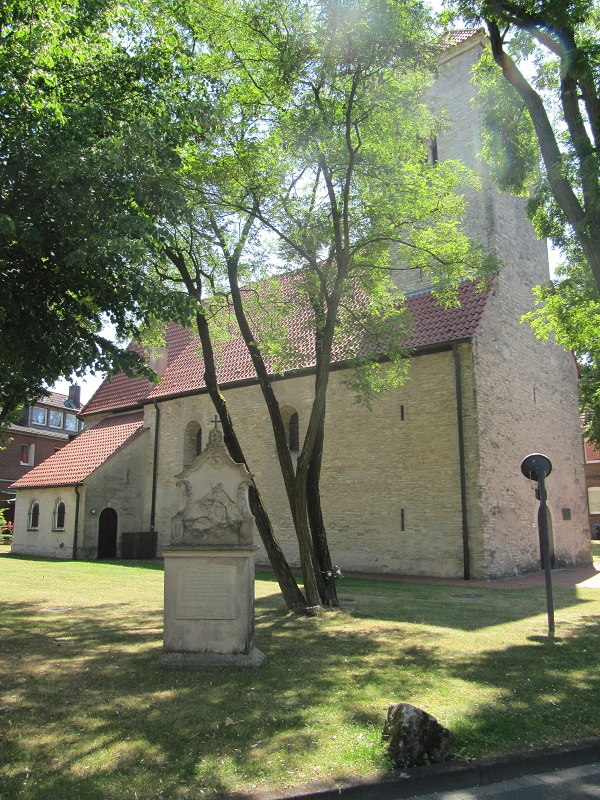
Oude St.-Clemenskerk, Hiltrup
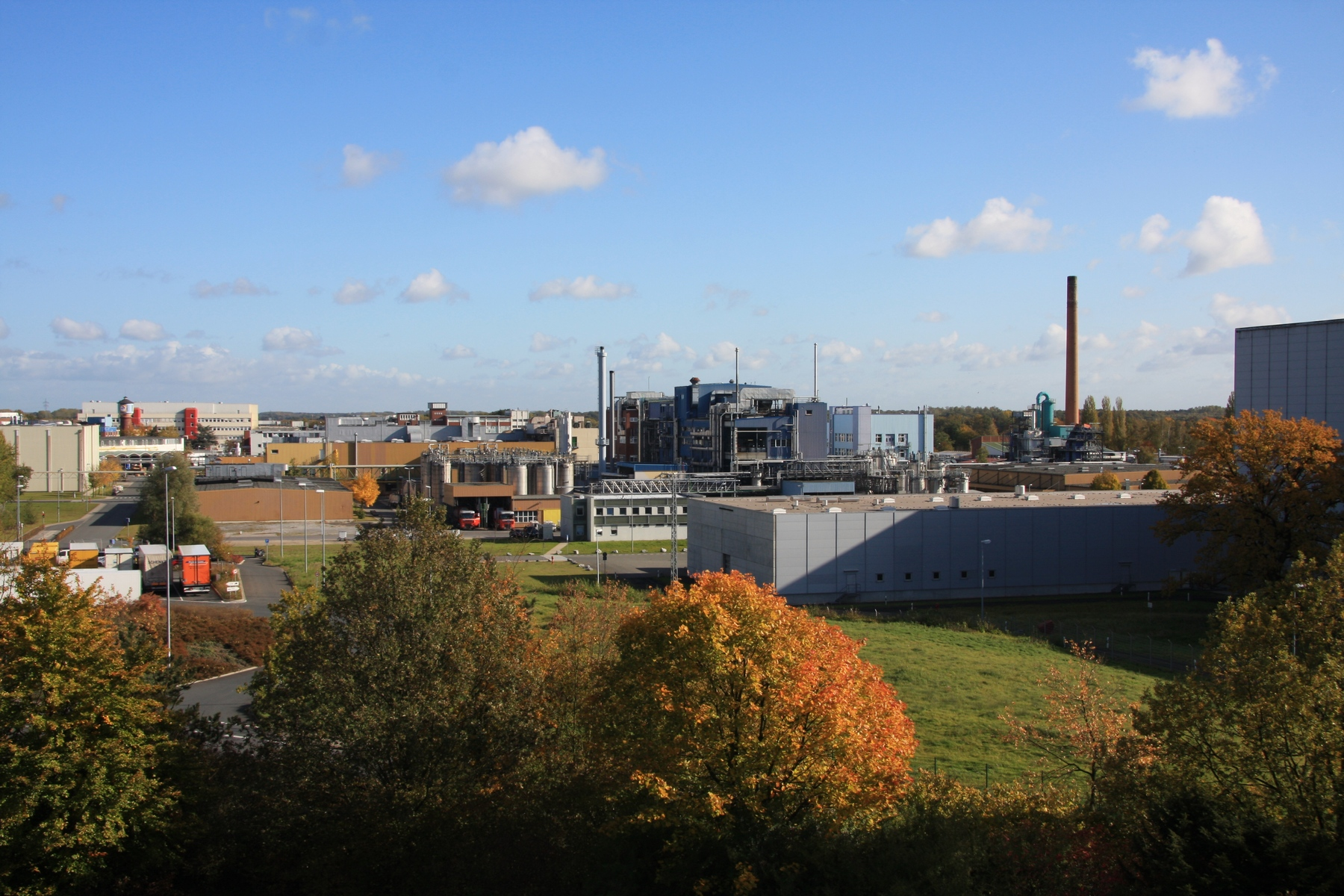
BASF-Coatings-fabriek (2011)
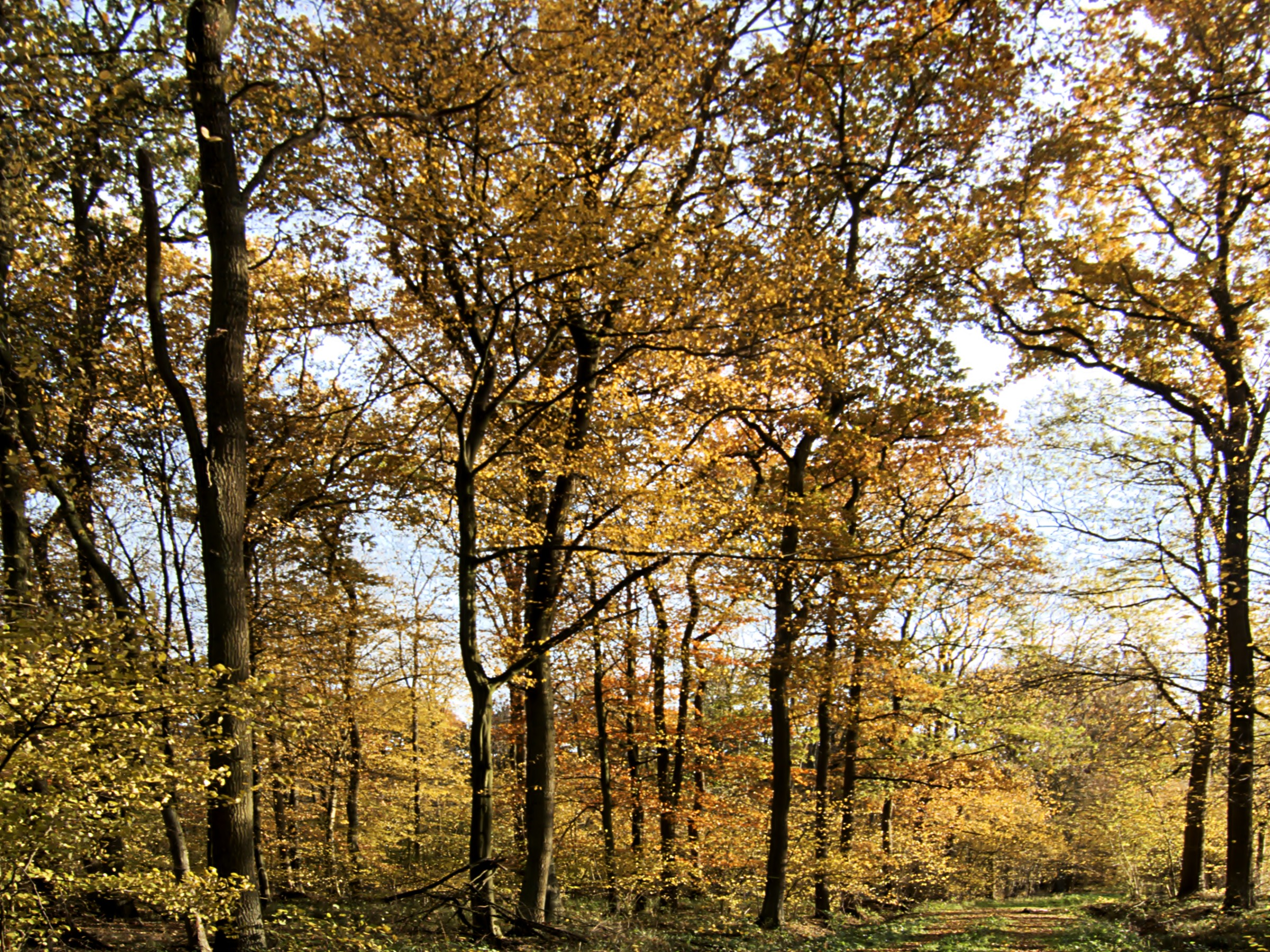
In het bos van de Davert
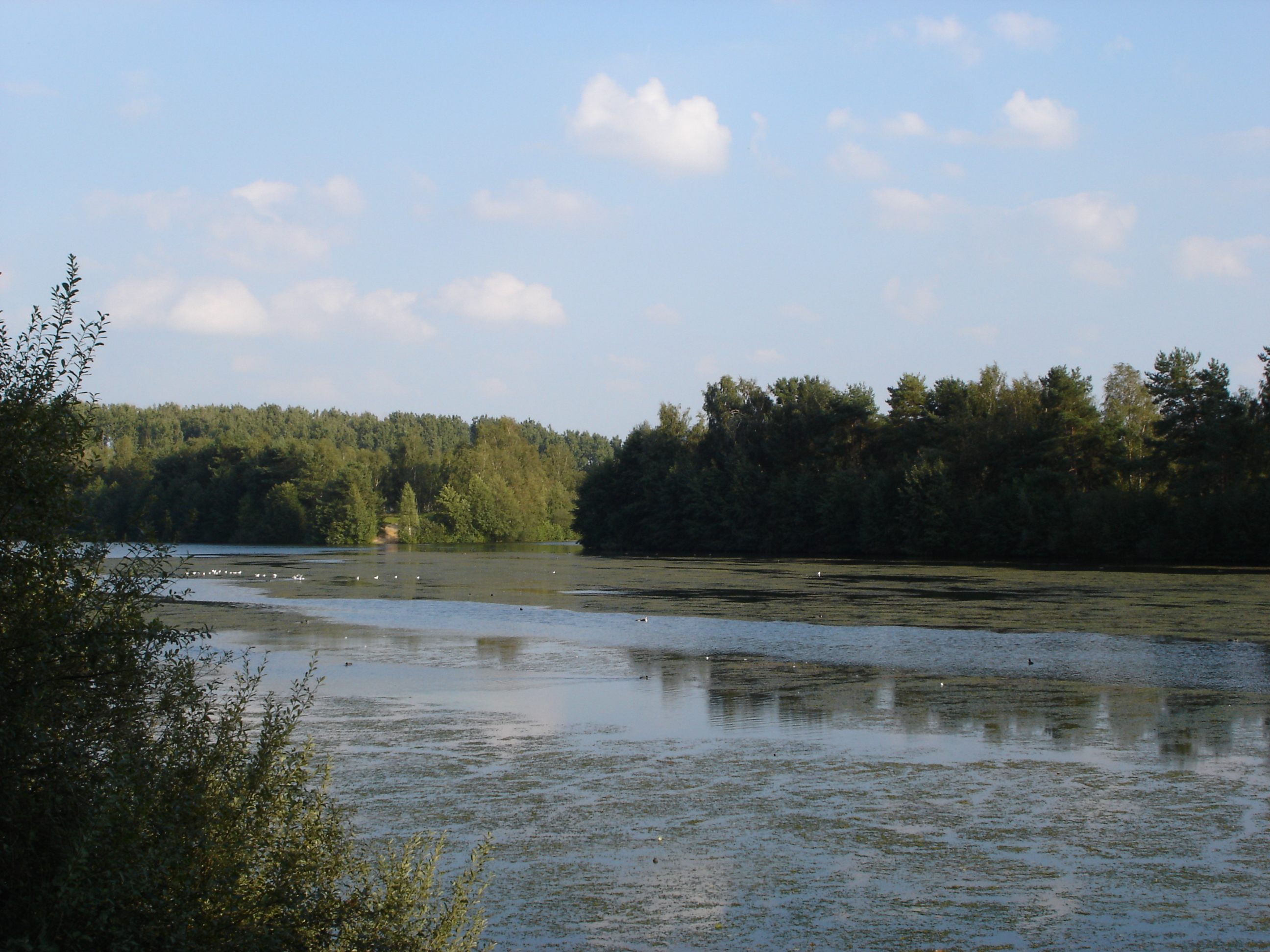
De Hiltruper See
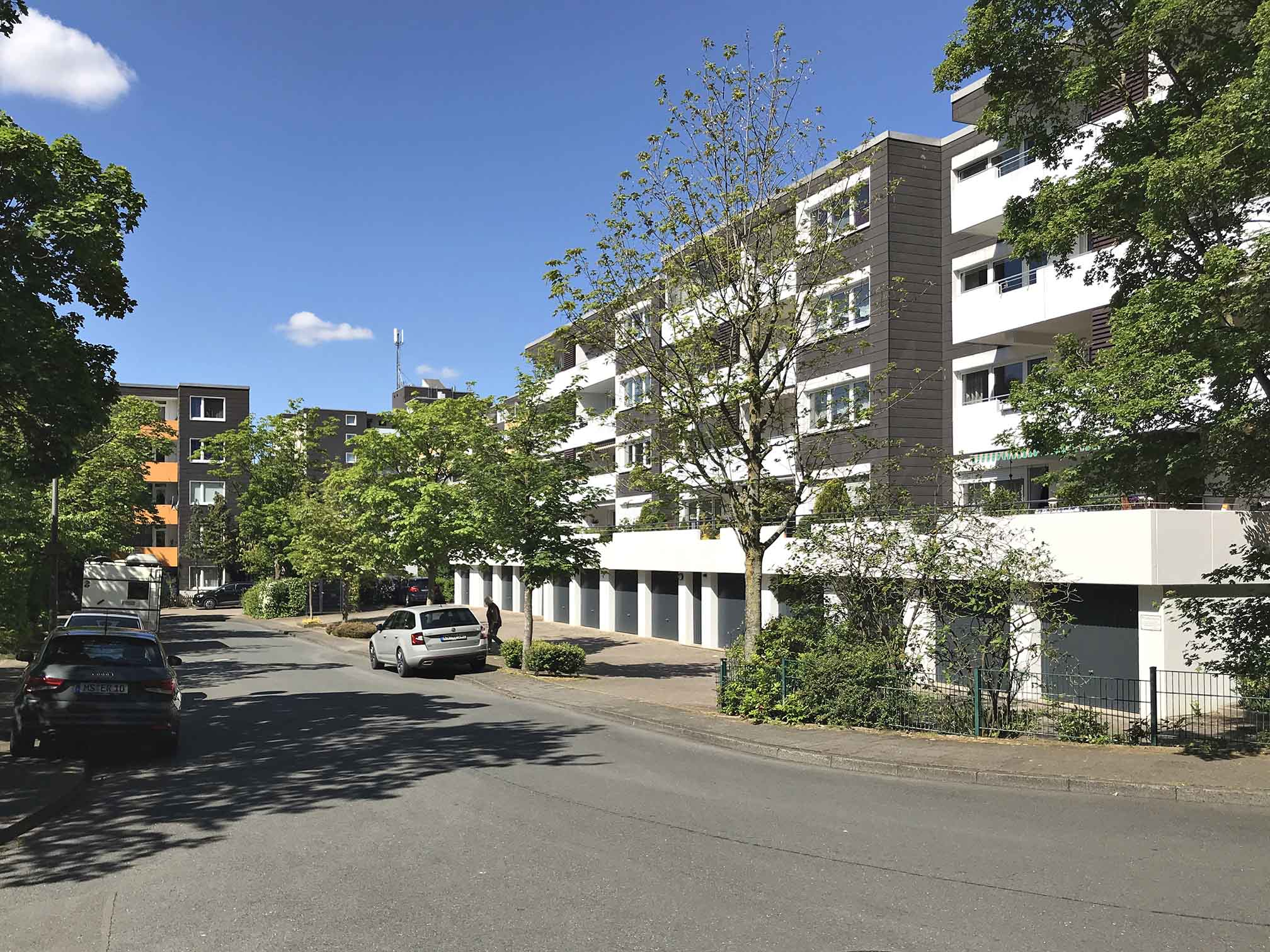
Stadsbeeld Berg-Fidel

## Trivia
In 1974 verbleef het Nederlands voetbalelftal in een hotel nabij de Hiltruper See. Het nam deel aan het Wereldkampioenschap voetbal 1974. Het verblijf raakte in opspraak door vermeende uitspattingen door de spelers, die in de schandaalpers, waaronder de Bild-Zeitung, werden beschreven.